# Thy Nemesis
Thy Nemesis war eine österreichische Black-Metal-Band.

## Bandgeschichte
Thy Nemesis wurde 2002 von Christcrusher (Gesang, Schlagzeug, Gitarre), Percht (Keyboard, Schlagzeug) und Agrimoth (Bass) gegründet. Percht spielte mit Christcrusher bereits seit 1998 in der Band Moonlake, die jedoch nur wenige Demos einspielte. Vor der Veröffentlichung des ersten Albums verließ Perth die Band, da er mehr am Grindcore orientiert war. Für ihn kam Tharon in die Band.
2003 erschien das erste Album Forgotten Dreadful Legends über CCP Records.
2005 folgte das zweite Album Christcrushing Anthems. Zwischenzeitlich hatte auch Agrimoth die Band verlassen, da er Death Metal spielen wollte.
2006 löste sich die Band auf. Christcrusher gründete zusammen mit Percht im Anschluss die Band Kirchenbrand, mit der er auch heute noch aktiv ist. Mit Kirchenbrand wollte Christcrusher „härtere und brutalere Musik auf Deutsch machen“.

## Musikstil
Musikalisch orientierte sich Thy Nemesis an der zweiten und dritten Black-Metal-Welle um Satyricon, Darkthrone, Ragnarok und Immortal, wobei insbesondere auf dem ersten Album auch dezente Keyboard-Elemente verwendet werden. Textlich wurden vor allem heidnische Sagen aus Österreich vertont.

## Diskografie
- 2003: Forgotten Dreadful Legends (CCP Records)
- 2005: Christcrushing Anthems (CCP Records)